# Confucianisme au Vietnam

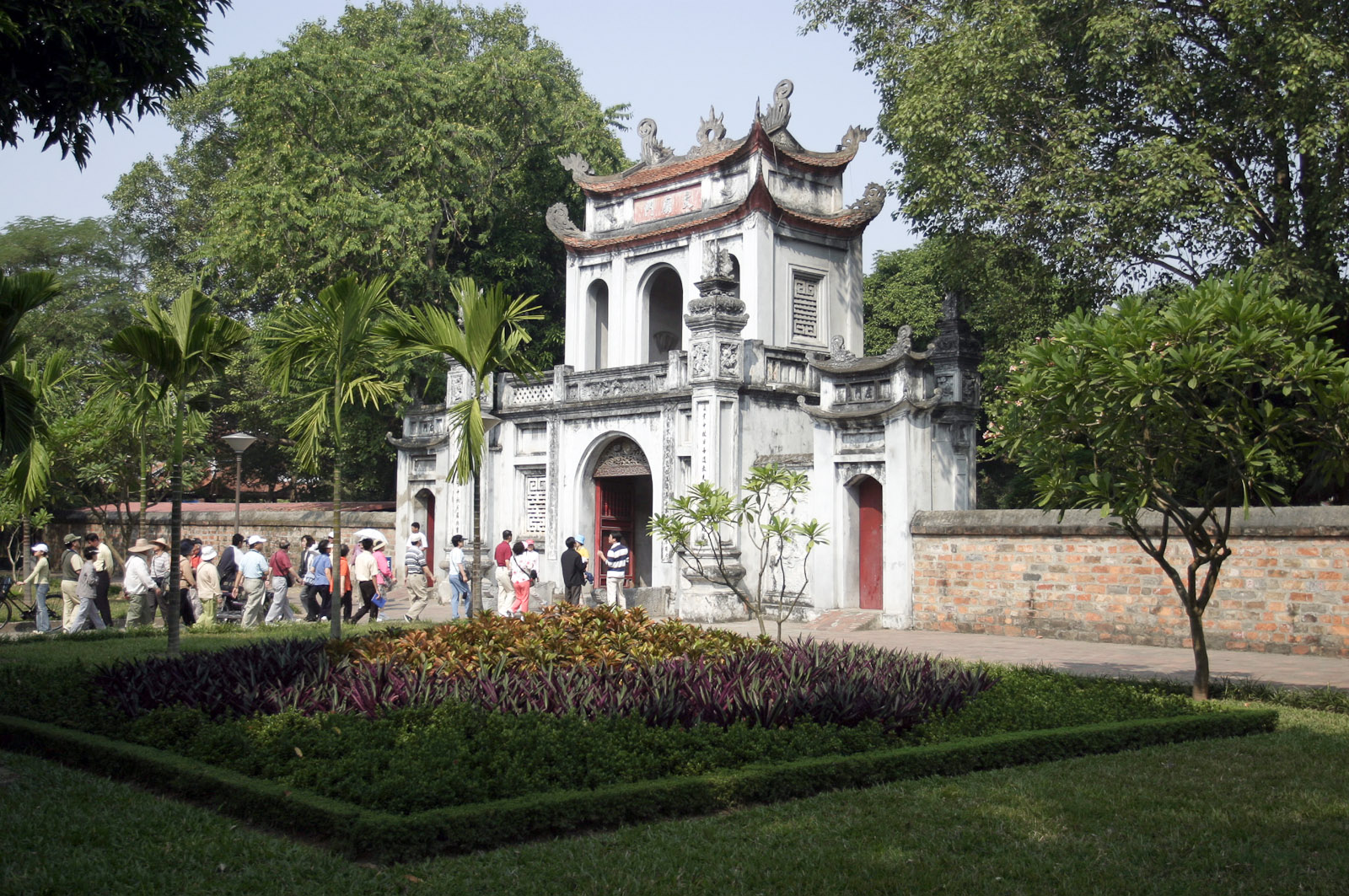
Entrée du temple de la Littérature.

Le confucianisme au Vietnam est présent dès le premier millénaire.
Sa présence est essentiellement sensible sous forme de rituels familiaux suivis par les Chinois présents dans la région dans la première moitié du 1er millénaire, puis progressivement par des familles vietnamiennes.
Lorsque la dynastie Tang domine le Vietnam à partir du VIIe siècle s'enclenche une phase de plus grande pénétration du confucianisme. Les rituels commencent à être suivis dans les sphères publiques, et la connaissance des textes confucianistes se diffuse. Au début de la dynastie Lý, le confucianisme continue d'influencer les hautes sphères du pouvoir, et le temple de la Littérature est construit en 1070. Cependant à partir de 1096 la dynastie Lý bascule vers le bouddhisme comme doctrine principale. La dynastie Trần qui prend le pouvoir à partir de 1225 renoue avec certaines pratiques confucianistes comme l'entretien d'une académie confucianiste et le recrutement de hauts fonctionnaires à partir d'un concours portant sur les classiques confucianistes. Le lettré Chu Văn An (1292-1370) s'impose comme une des grandes figures confucianistes lors de cette période. L'éphémère dynastie Hồ qui dirige le pays de 1400 à 1407 favorise un confucianisme basé sur les écrits de Han Yu ; le retour du pouvoir chinois dans le nord du pays à partir de 1407 va mettre fin à cette influence au profit de celle basée sur les écrits de Zhu Xi, le néoconfucianisme.
La dynastie Lê qui règne sur le Vietnam à plusieurs reprises entre 1428 et 1788 utilise le confucianisme comme un des socles sur lequel appuyer son État, et plusieurs princes royaux sont éduqués selon ses principes. L'exécution de rituels confucianistes, la pratique de recrutement des hauts fonctionnaires par concours, et plus généralement l'organisation de l'administration est revue pour correspondre aux principes confucianistes au XVe siècle. Le penseur Nguyên Trai (1380-1442) joue un rôle important au début de la période. Le confucianisme connait cependant un reflux lors du XVIe siècle et pendant la première moitié du XVIIe siècle en raison des crises de régime qui voient plusieurs dynasties se succéder. Il est influent auprès des Trịnh qui dominent le nord du pays jusqu'en 1786, alors que les Nguyễn au sud lui préfèrent le bouddhisme. Le confucianisme vietnamien s'oriente au XVIIIe siècle vers une approche plus concrète, et participe à diffuser les progrès techniques venant de Chine ou d'Europe. Lê Quý Đôn (1726-1784) a une grande influence à cette période. La dynastie Nguyễn qui dirige le pays à partir de 1802 prend elle aussi appui sur le confucianisme pour administrer le pays jusqu'à l'arrivée des Français au milieu du XIXe siècle.
La colonisation du Vietnam par la France qui se fait par étapes à partir de 1858 remet en cause le modèle politique du pays, et avec lui le confucianisme. Si les classiques confucianistes sont encore suivis sous le règne de Tự Đức, le besoin de moderniser la pensée confucianiste apparait comme une nécessité. En s'inspirant de ce qui se fait à la même époque en Chine ou au Japon, des auteurs comme Lê Văn Ngữ’ (1858–1930) repoussent l'orthodoxie classique au profit d'une approche jugée plus moderne, et intégrant des éléments de la science occidentale. Plus tard pendant la colonisation française une vision assez idéalisée de la tradition confucianiste émerge. Des penseurs comme Pham Quynh (1892–1946) et Trần Trọng Kim (1883–1953) produisent des œuvres inspirées du confucianisme, prônant une harmonie sociale basée sur une approche hiérarchique, et sur la discipline.
La situation est assez contrastée après-guerre. Au sud l'influence du confucianisme perdure du temps de la République, en particulier l'œuvre de Trần Trọng Kim, alors qu'au nord il est perçu comme étant de nature féodale et réactionnaire, et donc initialement réprimé (bien que Hô Chi Minh soit lui-même issu de milieux liés au confucianisme). Depuis la mise en œuvre de la politique Đổi mới à partir de 1986, une forme de réhabilitation a lieu par l'état communiste. L'ordre social qu'il prône, ainsi que son rôle dans l'histoire du pays est mis en avant par le régime.

## Sources